# Čabalovce
Čabalovce jsou obec na Slovensku v okrese Medzilaborce. Žije zde 322 obyvatel.

## Geografické a přírodní prostředí
Čabalovce a Sterkovce, tvořící od konce 19. století jednu obec Čabalovce, se zeměpisně nacházejí v severovýchodní části východního Slovenska, pod svahy beskydských vrchů Chráněné krajinné oblasti Východní Karpaty. Leží v Medzilaborecké brázdě Nízkých Beskyd, v údolí horní části potoka Vilšava, který z levé strany ústí do řeky Laborec. Celková rozloha území Čabaloviec a Sterkoviec představuje 2 140 ha.

## Dějiny
Že obec vznikla v 15. století, se dovozuje na základě záznamů o osídlování území severního Zemplína. První písemná zmínka o Čabalovce a Sterkovciach z roku 1494 není písemným dokumentem o jejich založení, ale pouze o tom, že patřily zeměpánu Mikulášovi Erdődy-Bakóczimu ze Zbudza. Zmínka byla učiněna v souvislosti s majetkovým sporem tohoto šlechtického rodu s majiteli Humenského panství, členy šlechtického rodu Drugetovců.
Čabalovce s Sterkovce se v písemných materiálech poprvé zmiňují v roce 1494 – Čabalovce pod názvem "Chabaloch" a Sterkovce – "Sterkocz".